# Plagithmysus indecens
Plagithmysus indecens là một loài bọ cánh cứng trong họ Cerambycidae.